# Opisthoxia argenticincta
Opisthoxia argenticincta är en fjärilsart som beskrevs av W. Warren 1905. Opisthoxia argenticincta ingår i släktet Opisthoxia och familjen mätare. Inga underarter finns listade i Catalogue of Life.